# 왼위동맥
인체 해부학에서 왼위동맥(left gastric artery) 또는 좌위동맥(左胃動脈)은 복강동맥에서 갈라져 나와 위의 작은굽이 위쪽 부분을 따라 주행하는 동맥이다. 왼위동맥에서 나온 몇몇 가지들은 식도에도 혈액을 공급한다. 왼위동맥은 오른쪽에서 왼쪽으로 주행하는 오른위동맥과 문합한다. 눈여겨볼 만한 것은 왼위동맥의 식도가지가 위로 올라가며 식도구멍을 통과한다는 점이다.

## 임상적 중요성
왼위동맥은 가성동맥류는 전체 내장 가성동맥류 중 4% 정도를 차지하여 비교적 드물다.

## 추가 이미지

위로 혈액을 공급하는 왼위동맥과 오른위동맥, 왼위그물막동맥과 오른위그물막동맥, 짧은위동맥이 그려져 있다.[2]
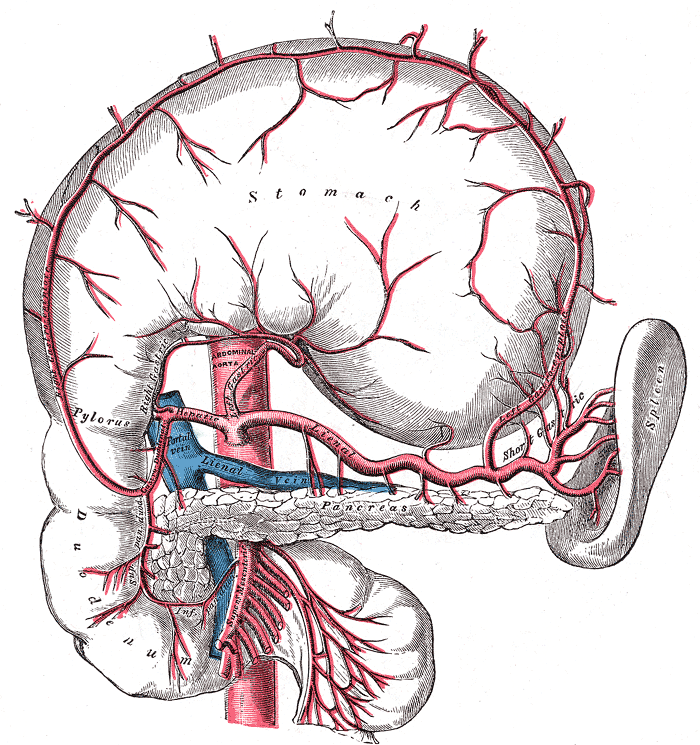
복강동맥과 그 가지들. 위는 위로 들어올려졌고 복막은 제거되어 있다.
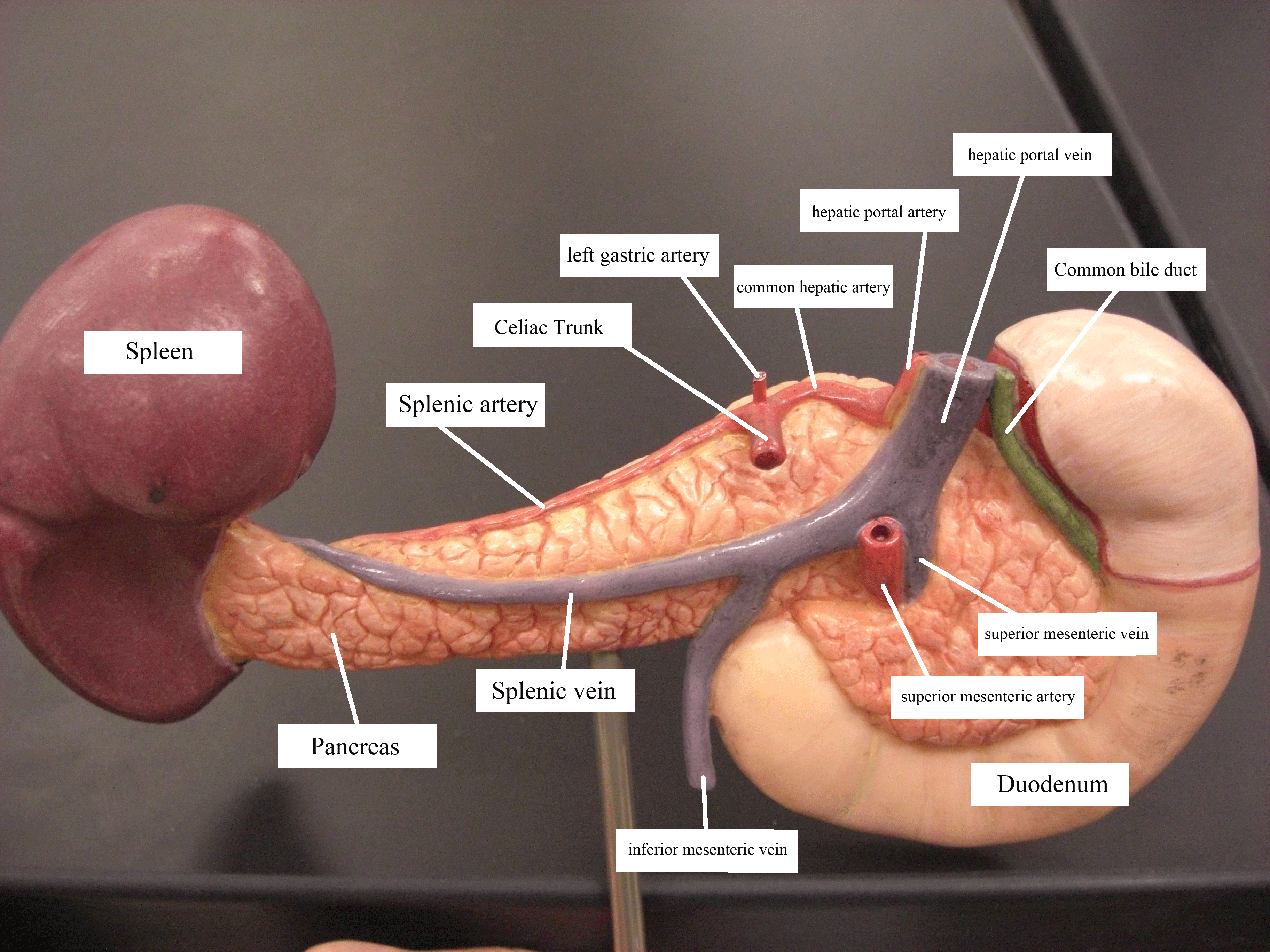
이자와 지라 주변의 동맥과 정맥.